# Nowotwór łagodny
Nowotwór łagodny, nowotwór niezłośliwy (łac. neoplasma benignum) – nowotwór utworzony z tkanek zróżnicowanych i dojrzałych, o budowie mało odbiegającej od obrazu prawidłowych tkanek. 
Jest dobrze ograniczony, często otorbiony, rośnie wolno, rozprężająco (uciskając sąsiadujące tkanki), nie daje przerzutów. Po należytym jego usunięciu nie powstaje wznowa (ponowny rozrost nowotworu w tym samym miejscu), czyli jest całkowicie wyleczalny. 
Jego szkodliwy wpływ na ustrój może być spowodowany wydzielaniem hormonu, krwawieniami, zamknięciem światła naczynia, uciskiem nerwu albo umiejscowieniem w ważnym dla życia narządzie (sercu, rdzeniu kręgowym).